# Hrabstwo Jackson (Missisipi)
Hrabstwo Jackson (ang. Jackson County) – hrabstwo w stanie Missisipi w Stanach Zjednoczonych. Obszar całkowity hrabstwa obejmuje powierzchnię 1043,30 mil² (2702,13 km²). Według szacunków United States Census Bureau w roku 2009 miało 132 922 mieszkańców.
Hrabstwo powstało w 1812 roku.

## Miejscowości
- Gautier
- Moss Point
- Ocean Springs
- Pascagoula[4].

## CDP
- Big Point
- Escatawpa
- Gulf Hills
- Gulf Park Estates
- Helena
- Hickory Hills
- Hurley
- Latimer
- St. Martin
- Vancleave
- Wade

| Populacja hrabstwa w poprzednich latach | Populacja hrabstwa w poprzednich latach |
| Rok                                     | Liczba ludności                         |
| --------------------------------------- | --------------------------------------- |
| 1980                                    | 118 057                                 |
| 1990                                    | 115 243                                 |
| 2000                                    | 131 420                                 |
| 2005                                    | 135 940                                 |